# Луций Элий Сеян
Лу́ций Э́лий Сея́н (лат. Lucius Aelius Seianus, при рождении — Луций Сей, лат. Lucius Seius; родился около 20 года до н. э. — казнён 18 октября 31 года) — государственный и военный деятель Римской империи, командующий преторианской гвардией с 14 или 15 года, консул 31 года, временщик при принцепсе Тиберии.
После добровольного удаления Тиберия на остров Капри фактический правитель Рима. В 31 году, находясь в зените могущества, был схвачен и казнён по обвинению в заговоре. Его дети были убиты, а само его имя — приговорено к забвению. Основной и наиболее ранний, но неполный и пристрастный источник сведений о Сеяне — «Анналы» Тацита.

## Биография
Благодаря Корнелию Тациту известно, что Сеян родился во всаднической семье в Вольсиниях (современное Больсено под Витербо). Его отцом был Луций Сей Страбон. Луций Сей, второй сын Страбона, впоследствии был усыновлён Луцием Элием Галлом в также плебейский, но более влиятельный род Элиев и стал именоваться Луцием Элием Сеяном. 
Во 2 году н. э. принцепс Октавиан Август назначил отца Луция Элия, Страбона, префектом преторианской гвардии, и тот командовал ею до конца жизни Августа. Тремя годами позже, по сведениям Тацита, молодой Сеян сопровождал Гая Цезаря в его армянском походе; иных сведений о Сеяне при жизни Августа нет. Вскоре после прихода к власти Тиберия Сеян (подчинённый Друзу Младшему, сыну Тиберия) уже сам командовал преторианцами против мятежных войск в Паннонии; в этом походе Друз коварством захватил главарей мятежа и дело обошлось без боя.
В 15 году, когда Страбон был отправлен управлять Египтом, Сеян единолично возглавил гвардию. При нём был упразднён институт совместного командования гвардией двумя префектами — Сеян сосредоточил в своих руках и собственно командование, и кадровые вопросы. Именно при нём преторианцы стали важнейшей политической силой:
Сеян значительно приумножил умеренное влияние, которым прежде пользовался префект преторианцев, сведя рассеянные по всему Риму когорты в один общий лагерь, чтобы можно было сразу ими распорядиться и чтобы их численность, мощь и пребывание на глазах друг у друга внушали им самим уверенность в своей силе, а всем прочим — страх. В обоснование этой меры он утверждал, что разбросанные воинские подразделения впадают в распущенность, что в случае неожиданной надобности собранные все вместе они смогут успешнее действовать и что, если они окажутся за лагерным валом, вдали от соблазнов города, у них установится более суровая дисциплина… Тиберий не мешал ему в этом и был до того расположен к нему, что не только в частных беседах, но и в Сенате, и перед народом превозносил Сеяна как своего сотоварища и сподвижника и допускал, чтобы в театрах, на городских площадях и преториях в расположении легионов воздавались почести его статуям.
В 23 году Тиберий произвёл Сеяна в преторы. Эта и другие почести привели к столкновению между Сеяном и Друзом Младшим, который по праву считался наследником принцепса; дело дошло до открытой кулачной драки. По мнению Тацита, Сеян планировал извести всё большое потомство Тиберия и всего рода Юлиев-Клавдиев, и начал именно с Друза, сговорившись с его женой Ливиллой.
Сеян достиг этого не столько благодаря свойственному ему хитроумию (ведь и его одолели тем же оружием), сколько вследствие гнева богов, обрушенного ими на Римское государство, для которого и его возвышение, и его низложение было одинаково роковым.
Друз умер 23 сентября того же года, предположительно — от медленного отравления. Тиберий, лишившийся сына, ушёл в себя, предоставив Сеяну всю полноту власти. В живых оставались внуки Тиберия, дети усыновлённого им Германика и Агриппины Старшей, но влияние Ливии, матери Тиберия, некоторое время удерживало временщика от активных действий. После смерти Ливии в 29 году Сеян обрушился на род Германика, и к концу 30 года в живых остался лишь один Гай Юлий Германик, будущий принцепс Калигула.

## Падение и казнь
По мнению Светония, в событиях 31 года Тиберий манипулировал Сеяном: вначале, удовлетворяя тщеславию Сеяна, сделал его консулом, обольстил его надеждой на родство (женитьбой на Ливилле) и трибунскую власть, а затем публично обвинил в заговоре с целью убийства императора. Тиберий использовал ненавистное массам имя Сеяна, чтобы отвести от себя гнев при физическом уничтожении рода Германика (в том числе после смерти Сеяна — Агриппина Старшая и её сын Друз погибли в 33 году). По мнению Тацита, Сеян до конца выступал как самостоятельная фигура, планируя захват императорской власти. Современные историки, однако, ставят под сомнение самую возможность официального воцарения Сеяна, поскольку в период раннего принципата ему бы потребовался номинальный август из рода Юлиев-Клавдиев.
Детальная история падения Сеяна, опущенная и Светонием, и Тацитом, приводится Дионом Кассием: Тиберий, вначале переманив на свою сторону сторонников партии Сеяна, объявил о своей отставке с консульского поста; то же самое, по обычаю, был вынужден сделать Сеян. Одновременно, Тиберий публично возвысил Калигулу, чтобы получить поддержку партии рода Германика. Лишив Сеяна массовой поддержки, Тиберий вызвал его в сенат, под предлогом передачи трибуната. Когда 18 октября 31 года Сеян пришёл в Сенат, там было зачитано письмо Тиберия с обвинениями в адрес Сеяна, в это же время командование гвардией захватил ставленник Тиберия, Макрон; в тот же день сенат приговорил Сеяна к смерти, казнь состоялась незамедлительно. Сенат постановил уничтожить саму память о Сеяне (damnatio memoriae); его имя было стёрто со стен домов, документов и даже с монет.
Все дети Сеяна были умерщвлены в тот же год. Апиката, первая жена Сеяна, покончила с собой; в предсмертном письме к Тиберию она обвинила Ливиллу в отравлении Друза. Ливилла также покончила с собой. За этим последовала череда судов и расправ, при этом наибольший удар пришёлся именно по сторонникам Юлиев-Клавдиев. Среди убитых был и историк Гай Веллей Патеркул, единственный римский автор, поддерживавший Сеяна. Тацит сохранил речь Марка Теренция, осмелившегося защищать в суде партию Сеяна:
…Мы почитали не Сеяна из Вульсиний, но того, кто породнился с Клавдиями и Юлиями, с которыми он был связан свойством, твоего, Цезарь, зятя, твоего товарища по консульству, исполнявшего в государстве общие с тобою обязанности. Не нам обсуждать, кого ты вознёс над другими и по каким причинам ты это сделал: боги вручили тебе верховную власть, а наша слава — лишь в повиновении твоей воле. Мы знаем только то, что у нас на виду: кого ты одарил богатством и почестями, кто властен оказывать покровительство или вредить; и нет никого, кто решился бы отрицать, что всё это было в руках у Сеяна.

## Кинематограф
- 1976 — «Я, Клавдий» (Великобритания) от Би-Би-Си, в роли Сеяна — Патрик Стюарт.